# Gornje Stopanje
Gornje Stopanje je naselje u gradu Leskovcu, Jablanički upravni okrug, Srbija. Prema popisu iz 2022. godine u Gornjem Stopanju je živjelo 1685 stanovnika.